# Crugny
Crugny település Franciaországban, Marne megyében. Lakosainak száma 675 fő (2022. január 1.). Crugny Arcis-le-Ponsart, Brouillet, Courville, Hourges, Serzy-et-Prin és Unchair községekkel határos.

## Népesség
A település népességének változása:
| Lakosok száma | 410  | 393  | 499  | 613  | 614  | 627  | 647  | 668  | 671  | 675  |
|               | 1968 | 1982 | 1990 | 2006 | 2013 | 2015 | 2017 | 2019 | 2020 | 2022 |